# Francis Collins
Francis Collins (Staunton, 14 aprile 1950) è un genetista statunitense che ha guidato il team di ricercatori che ha decifrato il genoma umano.

## Biografia
È noto anche soprattutto negli Stati Uniti per la sua fede cristiana e per la sua visione della scienza che egli considera un'"opportunità di preghiera", come scrive nel suo libro The Language of God (Il linguaggio di Dio). In questo libro sviluppa una prospettiva che definisce BioLogos, che cerca di conciliare l'attività scientifica e i valori spirituali, dimostrando l'assenza di contraddizione tra fede e scienza. Nel 2009 Papa Benedetto XVI l'ha nominato Accademico della Pontificia accademia delle scienze, mentre nel 2020 viene insignito del premio Templeton.

## Opere
- Il linguaggio di Dio. Alla ricerca dell'armonia tra scienza e fede (The Language of God. A Scientist Presents Evidence for Belief), Sperling & Kupfer, 2007 (2006)